# Karklėnų ežeras ir jo apyežerės
Karklėnų ežeras ir jo apyežerės este o arie protejată (sit de importanță comunitară — SCI) din Lituania întinsă pe o suprafață de 85,19 ha, integral pe uscat.

## Localizare
Centrul sitului Karklėnų ežeras ir jo apyežerės este situat la coordonatele 55°38′45″N 22°35′11″E / 55.6458°N 22.5865°E.

## Înființare
Situl Karklėnų ežeras ir jo apyežerės a fost declarat sit de importanță comunitară în august 2016 pentru a proteja un număr necunoscut de specii din flora spontană și fauna sălbatică aflate în arealul zonei.

## Biodiversitate
Situată în ecoregiunea boreală, aria protejată conține 2 habitate naturale: Lacuri eutrofice naturale cu vegetație de tip Magnopotamion sau Hydrocharition, Păduri caducifoliate de mlaștină fino-scandinave.
La baza desemnării sitului se află un număr nedeclarat de specii protejate.